# ضریب انبساط گرمایی
وقتی به یک جسم گرما می‌دهیم افزایش انرژی جنبشی ذرّات سازنده باعث جنب و جوش مولکول‌ها و درخواست برای فضای بیشتر و در نهایت افزایش حجم یا انبساط می‌شود و یکای آن در SI بر کلوین است (1/K).
حال به مقدار یا عدد افزایش حجم جامد، مایع یا گاز که بر اثر افزایش دمای یکسان است، ضریب انبساط می‌گویند که بر دو عامل تعداد ذرات و میزان گرما استوار است.
یکی از کاربردهای مهم آن در صنعت، در ساخت ترموستات است.

## ضریب انبساط حرارتی خطی
ضریب انبساط حرارتی خطی مواد به صورت زیر تعریف می‌شود:
{\displaystyle \alpha ={1 \over L_{0}}{\partial L \over \partial T}}
که در آن {\displaystyle \alpha } ضریب انبساط حرارتی خطی، {\displaystyle L_{0}\ } طول اولیه، {\displaystyle L\ } طول ثانویه و {\displaystyle T\ } دما است.
ضریب انبساط طولی:افزایش طول واحد طول یک جسم به ازاء یک درجه سانتی گراد افزایش دما را گویند.
ضریب انبساط سطحی:افزایش سطح واحد سطح یک جسم به ازاء یک درجهٔ سانتی گراد افزایش دما را گویند.
ضریب انبساط حجمی:افزایش حجم واحد حجم یک جسم به ازاء یک درجهٔ سانتی گراد افزایش دما را گویند.

## جدول ضریب انبساط حرارتی
| ضریب انبساط حرارتی خطیα               | ضریب انبساط حرارتی خطیα | ضریب انبساط حرارتی حجمی β |
| ماده                                  | α در 10−6/K at ۲۰ °C    | β(=۳α) در 10−6/K at ۲۰ °C |
| ------------------------------------- | ----------------------- | ------------------------- |
| گازوئیل                               |                         | 950                       |
| اتانول                                |                         | 750                       |
| آب                                    |                         | 207                       |
| جیوه                                  |                         | 182                       |
| بنزوسیکلوبوتن                         | ۴۲                      | ۱۲۶                       |
| سرب                                   | ۲۹                      | ۸۷                        |
| آلومینیوم                             | ۲۳                      | ۶۹                        |
| برنج                                  | ۱۹                      | ۵۷                        |
| نقره                                  | 18                      | ۵۴                        |
| استیل ضدزنگ                           | ۱۷٫۳                    | ۵۱٫۹                      |
| مس                                    | ۱۷                      | ۵۱                        |
| طلا                                   | ۱۴                      | ۴۲                        |
| نیکل                                  | ۱۳                      | ۳۹                        |
| بتون                                  | ۱۲                      | ۳۶                        |
| استیل، depends on composition         | ۱۱٫۰ ~ ۱۳٫۰             | ۳۳٫۰ ~ ۳۹٫۰               |
| آهن                                   | ۱۱٫۱                    | ۳۳٫۳                      |
| کربن                                  | ۱۰٫۸                    | ۳۲٫۴                      |
| پلاتینیوم                             | ۹                       | ۲۷                        |
| شیشه                                  | ۸٫۵                     | ۲۵٫۵                      |
| گالیوم(III) آرسنید                    | ۵٫۸                     | ۱۷٫۴                      |
| ایندینیوم                             | ۴٫۶                     | ۱۳٫۸                      |
| تنگستن                                | ۴٫۵                     | ۱۳٫۵                      |
| شیشه، شیشه بوروسیلیکات ۳٫۳            | ۳٫۳                     | ۹٫۹                       |
| سیلیسیوم                              | ۳                       | ۹                         |
| Invar                                 | ۱٫۲                     | ۳٫۶                       |
| الماس                                 | ۱                       | ۳                         |
| کوارتز (fused)                        | ۰٫۵۹                    | ۱٫۷۷                      |
| چوب بلوط (perpendicular to the grain) | 54                      | ۱۶۲                       |
| چوب کاج (perpendicular to the grain)  | ۳۴                      | ۱۰۲                       |